# Drieheiligenkerk
De Kerk van de Heilige Drie Hiërarchen (Russisch: Храм Трёх Святителей) is een Russisch-orthodoxe kerk in Moskou. De kerk ligt in een deel van de zogenaamde Witte Stad met een tot op de dag van vandaag behouden netwerk van straten en stegen in de wijk Koelisjki. De naam van de kerk refereert aan de drie heiligen Basilius van Caesarea, Gregorius de Theoloog en Johannes Chrysostomus.

## Geschiedenis
In de tweede helft van de 17e eeuw namen een aantal rijke parochianen het initiatief om een nieuwe stenen kerk te bouwen ter vervanging van een oudere kerk. De kerk werd in de 18e en 19e eeuw meerdere malen sterk gewijzigd. Als gevolg van een uitbraak van cholera werd de begraafplaats van de kerk al snel na het gereedkomen van het gebouw opgeheven. Bij de restauratie die volgde na de beschadiging in 1812 kreeg de kerk een aanzien in empirestijl.

## Sovjet-periode
In 1927 werd de sluiting van de kerk geëist. Een petitie die door 4.000 mensen uit de buurt werd ondertekend om de kerk geopend te houden haalde niets uit. Het interieur werd leeggeroofd en ging voor een deel naar musea. Na de sluiting werd het gebouw voor een andere bestemming geschikt gemaakt en verdwenen de koepels en de christelijke symbolen. Het voormalige kerkgebouw werd als opslagplaats gebruikt van het nabijgelegen Ivanovo-klooster dat inmiddels als gevangenis dienstdeed. Vanaf 1930 kwam het gebouw onder jurisdictie van het NKVD. In de jaren 50 werd het hek rond de kerk gesloopt. Vervolgens werd het gebouw door verschillende bedrijven gebruikt. Na jaren van verwaarlozing en verval begon een Russische monumentenvereniging te ijveren voor herstel van het gebouw, waarna het gebouw in de jaren 70 zo veel mogelijk terug werd gebracht naar de oorspronkelijke staat. Op het moment van de teruggave van de kerk verbleef er een in tekenfilms gespecialiseerde filmstudio.

## Heropening
In 1991 vond de oprichting van de parochie plaats. Op 30 juni 1992 werd de kerk officieel overgedragen aan de Russisch-orthodoxe Kerk en sindsdien vormt de kerk weer een geestelijk middelpunt voor een levendige parochie.